# 埃利塞烏
埃利塞烏·佩雷拉·多斯桑托斯（葡萄牙語：Eliseu Pereira dos Santos，ComM，1983年10月1日—），葡萄牙足球運動員，目前效力於葡萄牙足球超級聯賽本菲卡，司職左翼鋒，也能客串左後衛。

## 职业生涯
埃利塞乌出道于貝倫人，随后转战于马拉加，拉素，萨拉戈萨等队。2014年回到葡萄牙加盟本菲卡效力至今
2009年首次入选国家队，参加了2016年欧洲杯，2017年联合会杯。

## 榮譽
拉素
- 意大利超級盃：2009年

葡萄牙国家队
- 欧洲足球锦标赛：2016年

## 外部連結
- 馬拉加官方檔案 （页面存档备份，存于） （英文）
- Zerozero數據及檔案 （英文）
- Stats at ForaDeJogo數據 （页面存档备份，存于） （英文）
- BDFutbol檔案 （页面存档备份，存于） （英文）
- Eliseu在 National-Football-Teams.com 上的出场纪录 （英文）
- Transfermarkt檔案 （页面存档备份，存于） （英文）
- 官方網站 （葡萄牙文）